# 팻 힝글
마틴 패터슨 "팻" 힝글(영어: Martin Patterson "Pat" Hingle, 1924년 7월 19일 ~ 2009년 1월 3일)은 미국의 배우이다.

## 출연 작품
- 배트맨
- 배트맨과 로빈
- 배트맨 포에버